# HD50169
HD50169 — хімічно пекулярна зоря спектрального класу A3, що має видиму зоряну величину в смузі V приблизно  9,0.
Вона  розташована на відстані близько 939,9 світлових років від Сонця.

## Пекулярний хімічний вміст
Зоряна атмосфера HD50169 має підвищений вміст 
Cr
.

## Магнітне поле
Спектр даної зорі вказує на наявність магнітного поля у її зоряній атмосфері.
Напруженість повздовжної компоненти поля оціненої з аналізу
наявних ліній металів
становить 1218,2± 222,1 Гаус.